# Гребно
Гребно (алб. Greme) је насељено место у општини Урошевац, на Косову и Метохији. Према попису становништва из 2011. у насељу је живео 4.421 становник.

## Становништво
Према попису из 2011. године, Гребно има следећи етнички састав становништва:
| Националност       | 2011.          |
| Албанци            | 4.416 (99,88%) |
| Бошњаци            | 2 (0,05%)      |
| Горанци            | 1 (0,02%)      |
| други и недоступно | 2 (0,05%)      |
| Укупно             | 4.421          |

| Демографија | Демографија | Демографија |
| Година      | Становника  | Становника  |
| ----------- | ----------- | ----------- |
| 1948.       | 1.470       |             |
| 1953.       | 1.634       |             |
| 1961.       | 1.966       |             |
| 1971.       | 2.575       |             |
| 1981.       | 3.520       |             |
| 1991.       | 4.322       |             |
| 2011.       | 4.421       |             |